# Fußballsportverein Cottbus 99 e.V.
Fußballsportverein Cottbus 99 e.V. foi uma agremiação esportiva alemã, fundada em 1899, sediada em Cottbus, em Brandemburgo.

## História

### Antes de 1945
As raízes do FSV Cottbus vêm de muitos clubes antigos da localidade. De uma parte Cottbuser SC Friesen (ou CSC/Friesen), fruto de uma fusão, em 1913, entre TV Friesen 1893 Cottbus et le Cottbuser SC 1896. E de outra parte, o Cottbuser FV 98. Os dois clubes se uniram para formar o SV Cottbus-Süd.
Durante a temporada 1933-1934, o SV Cottbus-Süd foi um dos fundadores da Gauliga Berlim-Brandemburgo, uma das dezesseis ligas máximas criadas sob a égide dos nazistas.
Mas, em 1934, a fusão foi anulada e cada clube seguiu suas atividades. O CSC/Friesen adentra à Gauliga de 1937 na companhia do Brandenburger SC 05. O CSC/Friesen foi rebaixado em 1939.
Em 1945, ambos os times foram dissolvidos pelas autoridades aliadas de ocupação, como todos os as associações, inclusive as esportivas. Rapidamente os antigos membros do CSC/Friesen reconstituíram o SG Reichbahn Cottbus. A cidade de Cottbus e Brandemburgo encontravam-se na zona soviética.

## Tempo da RDA

### BSG Cottbus Lokomotive
Em 1949, o clube se tornou Cottbus BSG Reichbahn e foi renomeado BSG Lokomotive Cottbus no ano seguinte. A equipe terminou em quarto lugar na Landesliga Brandenburg. O Cottbus Lokomotive BSG foi selecionado como um dos fundadores da DDR-Liga, a segunda divisão, da Alemanha Oriental para a temporada 1950-1951. Em 1952, o clube foi rebaixado a uma das séries de quinze novas criadas de terceira divisão, a Bezirksliga Cottbus. O time ganhou o título em 1955.
Ao mesmo tempo, a reestruturação foi definida pelas autoridades políticas. Até 1960, a competição seguiu o modelo soviético, à qual ocorria na primeira ao outono do mesmo ano civil. Por outro lado, a DDR-Liga foi dividida em I. DDR-Liga e II DDR-Liga. O Cottbus Lokomotive BSG compôs esta liga, mas acabou rebaixado ao final da temporada de 1956, mas voltou após obter o vice-campeonato na Bezirksliga Cottbus, em 1957. O sucesso foi obtido na temporada de 1960 na II. DDR-Liga.
A competição recomeçou seguindo um curso convencional para a temporada 1961-1962. No final do campeonato de 1963, 1.963 funcionários comunistas decidiram que toda a seção de futebol do BSG Cottbus Lokomotive se tornaria a equipe reserva do Cottbus SC, cuja primeira equipe seria composta pelo SC-Aktivist Brieske Senftenberg. O departamento de futebol do SC Cottbus tornou-se o BSG Cottbus, em 1966. Um departamento foi porém recriado como BSG Cottbus Lokomotive, o qual entrou na Bezirksliga Cottbus, em 1971, e terminou vice-campeão no ano seguinte, depois que o Energie Cottbus II escapou por pouco do descenso.
Em 1974, o Cottbus Lokomotive ganhou o título a entrou na DDR-Liga. Permaneceu, porém, apenas por uma temporada. Tendo voltado à Bezirksliga, permaneceu na maior parte no meio da tabela até 1981, quando foi vice-campeão atrás do Aktivist Brieske-Senftenberg, o qual também havia recriado a sua própria equipe.
Em 1982, o Lok BSG conquistou o seu terceiro título na Bezirksliga Cottbus e voltou à DDR-Liga. Novamente o clube refez o caminho de volta. Vice-campeão, em 1984, e campeão no ano seguinte, falhou na rodada final para a escalada. O Cottbus Lokomotive BSG permaneceu no grupo de cima da Bezirksliga Cottbus, mas conseguiu mais títulos. Em 1990, após a reunificação alemã, o clube foi renomeado Eisenbahn Sportverein Cottbus. O time atuou na temporada 1990-1991 sob o nome de Cottbus ESV na Verbandsliga Brandenburg, naquele momento, o quarto nível do futebol alemão já reunificado. Um ano depois, o clube assumiu a denominação de Cottbus Lokomotive ESV. Permaneceu na Verbandsliga Brandenburg, o quinto nível, em 1994, até o final da temporada 1997-1998. O time ainda jogou uma temporada na Landesliga Brandenburg, em seguida, a seção de futebol se tornou independente como Sportverein Fussball Cottbus 1999.

### FSV Cottbus 99
O time jogava na Landesliga Brandenburg até 2001 quando foi rebaixado. O time preferiu encerrar suas atividades do que integrar a Landesklasse, o sétimo nível do futebol alemão.

## Títulos

### BSG Lokomotive Cottbus
- Campeão da Bezirksliga Cottbus: 1955, 1974, 1982, 1985;
- Vice-campeão da Bezirksliga Cottbus: 1957, 1972, 1981, 1984;